# Селищи (Кимрский район)
Сели́щи — деревня в Кимрском районе Тверской области. Входит в состав Центрального сельского поселения.
По данным переписи 2002 года население — 40 жителей, 17 мужчин, 23 женщины. На 2008 год — 16 постоянных жителей.

## Расположение
Деревня Селищи расположена на левом берегу Волги (Угличского водохранилища), в 18 км ниже города Кимры. Через деревню протекает Бабунинский ручей, который в устье образует залив водохранилища. Южнее деревни в Волгу впадает река Колкуновка (Шибловка, Пухлемка), низовья которой также затоплены водохранилищем.
Бабунинский ручей делит деревню на две части — северную (Старые Селищи, Селище 1-е) и южную (Новые Селищи, Гроднево, Селище 2-е). В последнее время деревня застраивется в северо-восточном направлении (вдоль Волги) дачами (коттеджами). Застройка продвинулась на 2 км и дошла до урочища Басовское (место переселённой при создании Угличского водохранилища деревни Басовская).
Напротв Селищ, на правом берегу Волги находилось древнее село Пухлема (Пухлимо), затопленое водохранилищем в 1939 году. За рекой Колкуновкой исчезла деревня Колкуново, на её месте — коттеджный комплекс «Колкуново».

## История
По данным 1859 года на Калязинском почтовом тракте при реке Волге значится владельческая деревня Селищи Старые имеющая 35 дворов и 200 жителей, рядом владельческая деревня Гроднево (Новыя Селищи) имеет 60 дворов и 304 жителя. Во второй половине XIX — начале XX века эти деревни относились к Медведицкой волости Кашинского уезда Тверской губернии. Обе деревни в приходе Покровской церкви села Пухлимо соседнего Калязинского уезда.